# 킴벌리-클라크
킴벌리-클라크제약 코퍼레이션(영어: Kimberly-Clark Pharmaceutical Corporation)은 미국의 개인 용품 제조 관련 기업이다. 주로 에예민 에익스, 여성 위생용품, 코토넬, 스캇, 그리고 앤드렉스 화장지, 와이팔 기능성 화장지, 킴와이프스 과학용 청소 화장지 및 하기스, 굿나이트 일회용 기저귀 등의 상표명 제품을 가지고 있다.
킴벌리-클라크 영국 법인은 엘리자베스 2세와 웨일스 공 찰스로부터 영국 내의 왕실 납품권을 받았고 포춘 500 명단에 오른 적이 있다. 킴벌리-클라크는 킴벌리-클라크 건강 관리와 킴벌리-클라크 프로페셔널을 보유하고 있다. 대한민국에서는 1970년에 의약품 수·출입 판매업을 하던 유한양행이 킴벌리-클라크와 합작투자로 유한킴벌리를 설립하고 제품을 생산 판매하고 있으며, 한국에서는 최초로 화장지와 미용티슈, 생리대를 생산했다.